# Cribrarula pellisserpentis
Cribrarula pellisserpentis is een slakkensoort uit de familie van de Cypraeidae. De wetenschappelijke naam van de soort is voor het eerst geldig gepubliceerd in 1999 door Lorenz.